# オフホワイト (ファッションブランド)
オフホワイト(OFF-WHITE c/o VIRGIL ABLOH) はイタリアのストリート系高級ファッションブランドを展開するアパレル企業である。アメリカ合衆国のファッションデザイナーであるヴァージル・アブローによってイタリアのミラノにて2013年に設立された。 バーニーズ・ニューヨーク、セルフリッジズ、ハロッズ、ボン・マルシェ百貨店等の高級百貨店でも取扱われている。
ブランドの特徴として、引用符の使用、ジップネクタイ、黄色の工業用バックルベルトデザイン、十字を作成する4方向矢印などの様式化されたアイテムを使用している。ナイキ、リーバイス、ジミーチュウ、イケア、エヴィアン等他ブランドとのコラボレーションにも積極的である。

## 沿革
同社は、2012年にイタリアのミラノにて、ヴァージル・アブローによって "PYREX VISION"として設立された。
"PYREX VISION"は、古典的なラルフ・ローレンのラグビーフランネルシルエットに "PYREX 23"を印刷したために非難されたために一度放棄し、次に、アブローは会社を"OFF-WHITE"として再ブランド化した。これは、ファッションの世界に対して「黒と白の間の灰色の領域をオフホワイトの色」と表現している。
2015年からはパリファッションウィークにてコレクションを展開し、香港、東京、ミラノ、ロンドン、ニューヨークにて発売された。
2019年、大手ECサイトファーフェッチ(Farfetch)によって、親会社であるニュー・ガーズ・グループ （英語:  New Guards Group）が6億7500万ドルで買収された。
2020年、ブラック・ライヴズ・マター運動（Black Lives Matter）への「ポスト・モダン奨学基金」を立ち上げた。それ以降、ブラック・オーナー・ビジネスへの資金提供や支援にも取り組んだ。。
2021年、LVMHが株式の60％を取得し、買収すると発表した。創設者であるヴァージル・アブローは40％の株式を保有し、引き続きクリエイティブディレクターを担当する。また、ファーフェッチ（Farfetch）傘下のニュー・ガーズ・グループ(New Guards Group)も、引き続き運営パートナーとして携わる。
2021年11月28日に創業者でありクリエイティヴ・ディレクターであったヴァージル・アブローが、癌の為に亡くなったことが発表された。その際、数年間に渡り闘病生活をしていたことも明らかにされた。

2022年、オフホワイトのショーでスタイリストを務めたイブラヒム・カマラが後任ディレクターとして任命された。

## コラボレーション
オフホワイトは、ナイキ、リーバイス、リモワ、ジミーチュウ、イケア、モンクレール、ブラウンズ、Warby Parker、SSENSE、サングラス・ハット、チャンピオン, エビアン, コンバース, ドクターマーチン, バーニーズ・ニューヨーク, アンブロ, ティンバーランド、村上隆、ヘロン・プレストン、エイサップ・ロッキー、Byredo、ボーイズ・ノイズ、ボン・マルシェ百貨店等、多岐にわたりコラボレーションやデザインをしている。

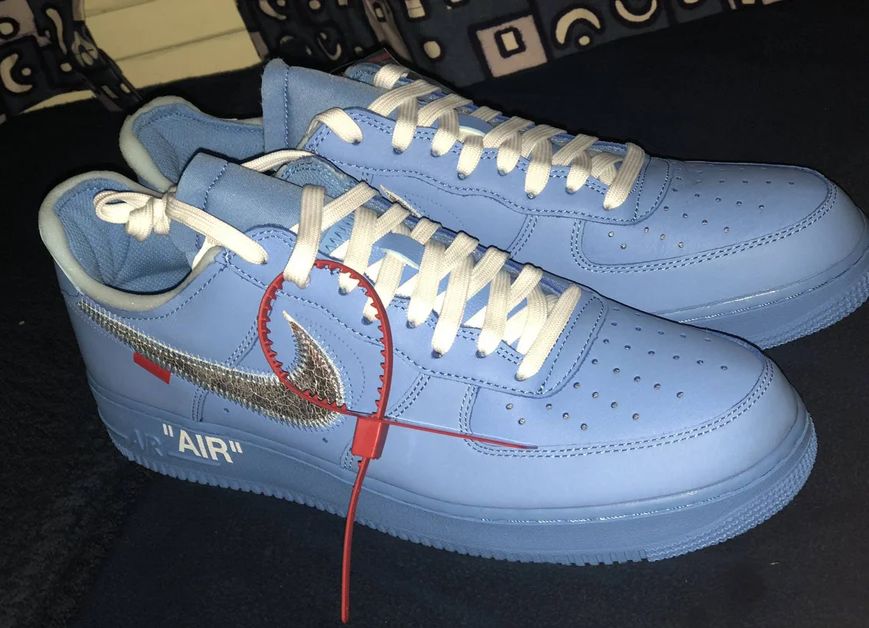
シカゴ現代美術館に展示されている、オフホワイトとナイキのコラボレーションスニーカー(エアフォース1)

2016年秋と2017年冬に、オフホワイトはリーバイスのメインラインであるMade＆Craftedとコラボレーションし、12作品（うち6作品はユニセックス）をリリースした。
2017年の初めに、同社はナイキと協力して、エアジョーダン、コンバース、ナイキエアマックス、ナイキエアフォースワン、ナイキブレザーシューズをフィーチャーしたスニーカーコレクションである「テン」というプロジェクトを構築した。コラボレーションシューズラインは、「Revealing」と「Ghosting」の2つのカテゴリに分類された。オフホワイトとナイキのデザイナーは、プラスチックやチュールなど、さまざまなパターンやさまざまな種類の素材を使用して、90年代スタイルの靴を再構築した。
2017年、同社はチャンピオンと協力して、トラックスーツ、パーカー、フリース、Tシャツなど、16種類の衣料品を開発した。 2017年8月、同社はレーベルAWGEとエイサップ・ロッキーともコラボレーションした。018年、同社はジミーチュウと提携して、ダイアナ妃に触発された夏/春のコレクションを作成した。
2018年4月、同社はミレニアル世代向けの家具についてイケアと協力した。 2018年秋と2019年冬に、同社はサングラスハットと「For Your Eyes Only」と呼ばれるユニセックスサングラスのラインでコラボレーションした。2019年3月、同社はさまざまなトレーニング服についてSSENSEと協力した。2018年6月5日、同社は限定版の透明なスーツケースであるリモアとのコラボレーションをリリースした。 コラボレーションの成功に続き、2018年の10月にはセカンドコレクションも発売された。
2019年6月、オフホワイトはシカゴ現代美術館と協力して、ナイキエアフォースワンの新しい青色を作成した。